# Vườn Thiệu Phương
Vườn Thiệu Phương hay Thiệu Phương viên (chữ Hán: 紹芳園) là một vườn ngự uyển nằm trong Tử Cấm Thành, Hoàng thành Huế. Vườn Thiệu Phương là một trong bốn vườn Ngự uyển trong Hoàng thành, gồm Thiệu Phương Viên, Ngự Viên, Cơ Hạ Viên, đảo Doanh Châu. Vườn được xây dựng từ năm 1828, thời Minh Mạng, ở phía đông, bên trong cửa Hưng Khánh, thuộc Tử Cấm Thành.

## Đặc điểm

Bức tranh gương vẽ Thiệu Phương viên với kiến trúc Vạn tự hồi lang.

Vườn nổi tiếng với kiểu cấu trúc Vạn tự hồi lang, tức có hành lang uốn khúc hình chữ VẠN (卍) nằm ở trung tâm chạy ra 4 phía. Tại 4 góc của hồi lang này có 4 công trình kiến trúc nhỏ, gồm 2 đường và 2 hiên.
Phía nam vườn là khu Duyệt Thị đường; phía bắc - qua hồ Ngọc Dịch là Ngự Viên; phía tây là Thanh Hạ Thư Lâu (tức Thái Bình Lâu) và phía đông là bờ tường phía đông của Tử Cấm thành. Quanh vườn có tường gạch bao bọc, cửa chính mở về phía nam.
Nhà ở góc tây nam gọi là Di Nhiên đường, quay mặt về hướng nam, bên phải của nhà này là cửa Di Nhiên, xây mặt hướng đông. Hiên ở góc đông nam gọi là Vĩnh Phương hiên, mặt quay về hướng đông, bên tây của hiên này có chiếc hồ nhỏ, gọi là Tiểu Hữu thiên bên phải hiên là cửa vườn Thiệu Phương, hướng nam.
Nhà ở góc đông bắc mang tên Cẩm Xuân đường, quay mặt về hướng bắc, trước nhà có cửa phường Cẩm Xuân bên phải nhà là cửa Cẩm Xuân, đều xây về hướng bắc, phía đông Cẩm Xuân đường, thuộc về trường lang men theo tường Cung thành có cửa Cấm Uyển, hiên ở góc tây bắc có tên là Hàm Xuân hiên, mặt quay về hướng tây.
Trong vườn, ở phía tây của Vạn Tự Hồi Lang, có hai lạch nước đều mang tên là Ngự Câu, thông với hồ Ngọc Dịch ở phía bắc bằng đường cống. Trên bờ phía đông của lạch có đắp một hòn núi nhỏ, tên gọi là Trích Thúy sơn.
Năm Thiệu Trị thứ nhất (1841), vườn Thiệu Phương được sửa sang và xây dựng thêm. Ở phía tây Ngự Câu xây điện Hoàng Phúc, 5 gian, 2 chái, mái kiểu trùng thiềm, lợp ngói hoàng lưu li. Phía nam điện có ngôi đình bát giác, biển đề Nhân Thanh Bát Biểu, phía nam đình lại có ao sen (Liên Trì). Phía bắc điện Hoàng Phúc có ngôi đình vuông (phương đình), có biển đề Minh Ðạt Tứ Thông. Phía bắc của phương đình, gần hồ Ngọc Dịch có một nhà thủy tạ với 3 lớp mái tiếp nhau (có lẽ giống như Dũ Khiêm Tạ tại lăng Tự Ðức) để vua câu cá và hóng mát, có biển đề Lương Ðình Ðiếu Ngư. Ðến năm 1843, ngôi nhà này được làm lại và đổi tên thành Trừng Quang Tạ. Phía tây của tạ này là cửa phường của Thanh Hạ Thư Lâu.

## Lịch sử
Vườn được xây dựng từ năm 1828, thời Minh Mạng.
Khu vườn này đã bị triệt giải từ đầu thời vua Ðồng Khánh (1886-1889) và để trong tình trạng hoang phế mãi đến ngày nay.
Trong những nỗ lực nhằm khắc phục các "không gian trắng" tại Tử Cấm Thành và phục hồi các khu vườn ngự của thời Nguyễn, từ giữa năm 2002, Trung tâm Bảo tồn Di tích Cố đô Huế đã phối hợp với Hội Nghệ thuật mới (Pháp) tổ chức một Hội thảo khoa học để bàn luận và tìm ra phương hướng cho việc xây dựng dự án phục hồi khu vườn này.

## Trong văn học
Dưới thời vua Thiệu Trị, vườn Thiệu Phương được vua xếp làm "đệ nhị cảnh"- thắng cảnh thứ hai trong "Thần kinh nhị thập cảnh" gắn liền với bài thơ Vĩnh Thiệu Phương Văn nổi tiếng:
| “                                       | Vườn rộng mênh mông thắm sắc hoa, Bao năm hương ngát gió đưa xa. Lan vươn dáng khỏe, sen tròn trịa, Cúc nép thân thon, mai mặn mà. Ngoài cảnh cỏ cây xuân nắng gội, Trong nhà sách vở đạo hòa ca. Xét suy thời thế nên chăm học, Thuật tác, thi thư phải trải qua. | ” |
| — Vĩnh Thiệu Phương Văn - vua Thiệu Trị | |   |